# Куйган (Северо-Казахстанская область)
Куйган (каз. Құйған) — упразднённое село в районе имени Габита Мусрепова Северо-Казахстанской области Казахстана. Входило в состав Возвышенского сельского округа. Исключено из учётных данных в 2024 году.
Код КАТО — 596637700.

## География
Расположено на берегу реки Акканбурлык.

## Население
В 1999 году численность населения села составляла 145 человек (73 мужчины и 72 женщины). По данным переписи 2009 года, в селе проживало 61 человек (30 мужчин и 31 женщина).